# Ctenus vernalis
Ctenus vernalis är en spindelart som beskrevs av Bryant 1940. Ctenus vernalis ingår i släktet Ctenus och familjen Ctenidae.
Artens utbredningsområde är Kuba. Inga underarter finns listade i Catalogue of Life.